# Nasua nasua
Espèce
Statut de conservation UICN

 LC  : Préoccupation mineure
Statut CITES
Le Coati roux ou encore Coati à queue annelée ou Coati commun (Nasua nasua) est une espèce de petits mammifères de l'ordre des Carnivores et de la famille des Procyonidae. C'est un animal arboricole, omnivore et grégaire qui vit dans les forêts d'Amérique du Sud. Même s'il est naturellement chapardeur et agressif, ce coati de la grosseur d'un chat est peu farouche avec l'homme. Il est possible de l'élever en captivité, en groupe, ou même comme animal de compagnie, toutefois l'espèce étant reconnue comme envahissante dans l'Union européenne, son élevage y est interdit.

## Dénominations
Son nom scientifique est Nasua nasua (Linnaeus, 1766),,
Ses noms vernaculaires sont Coati roux,,, Coati à queue annelée, ou Coati sud-américain ou encore Coati commun. Le mot coati est d'origine tupi.
Il est parfois désigné par les francophones sous d'autres noms (en langage courant), pouvant éventuellement être attribués à d'autres espèces : coati, nasua, coachi, coati brun.

## Caractéristiques

### Morphologie
Il a un corps mince recouvert d'un pelage touffu marron gris, au museau pointu terminé par une petite trompe mobile, à la queue longue et annelée. Sa longueur varie de 80 à 140 cm, dont la moitié pour la queue. Son poids moyen est proche de 4 ou 5 kg. Ses pattes sont terminées par de fortes griffes, capables de creuser le sol.

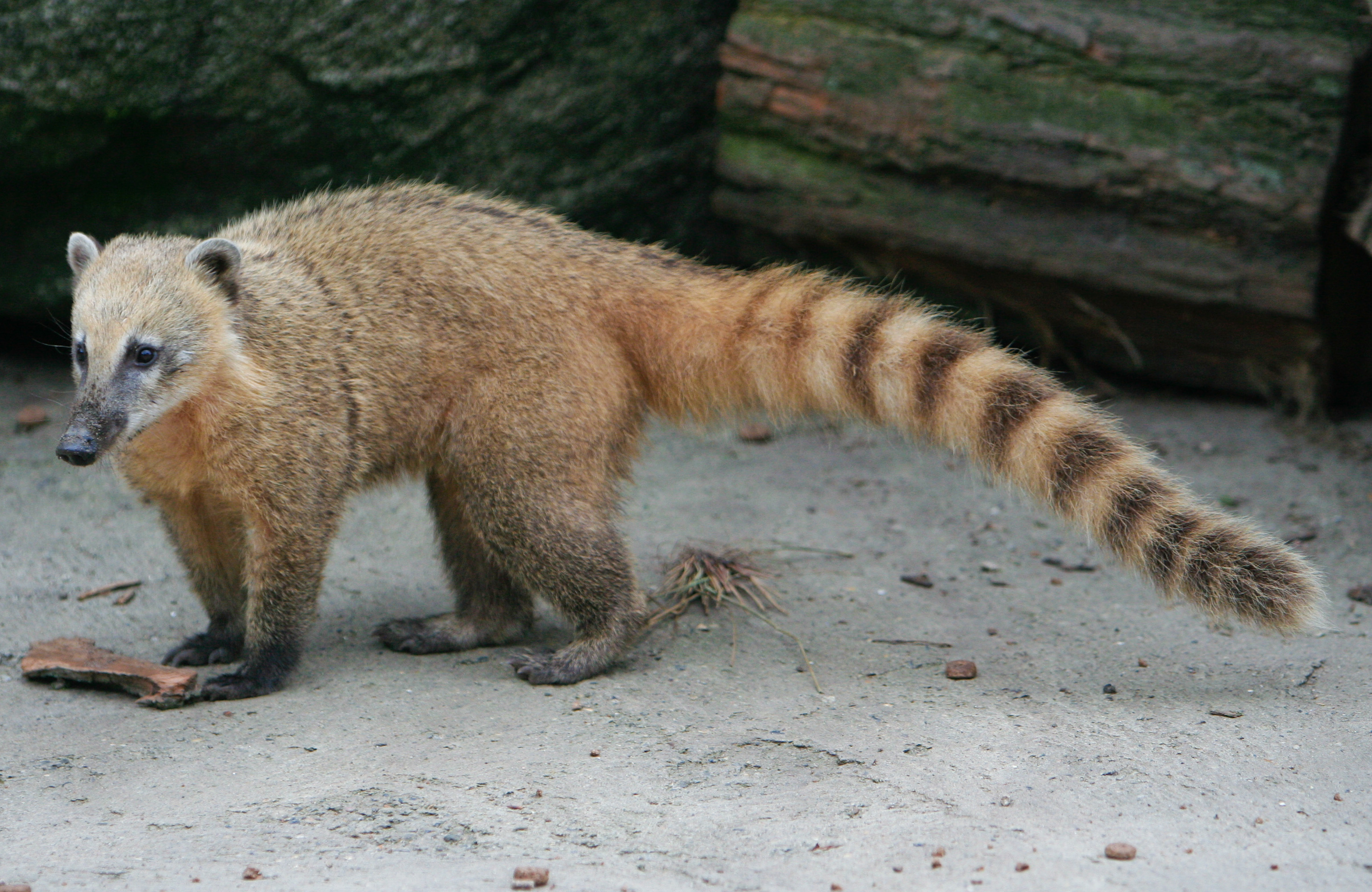
Coati roux adulte.
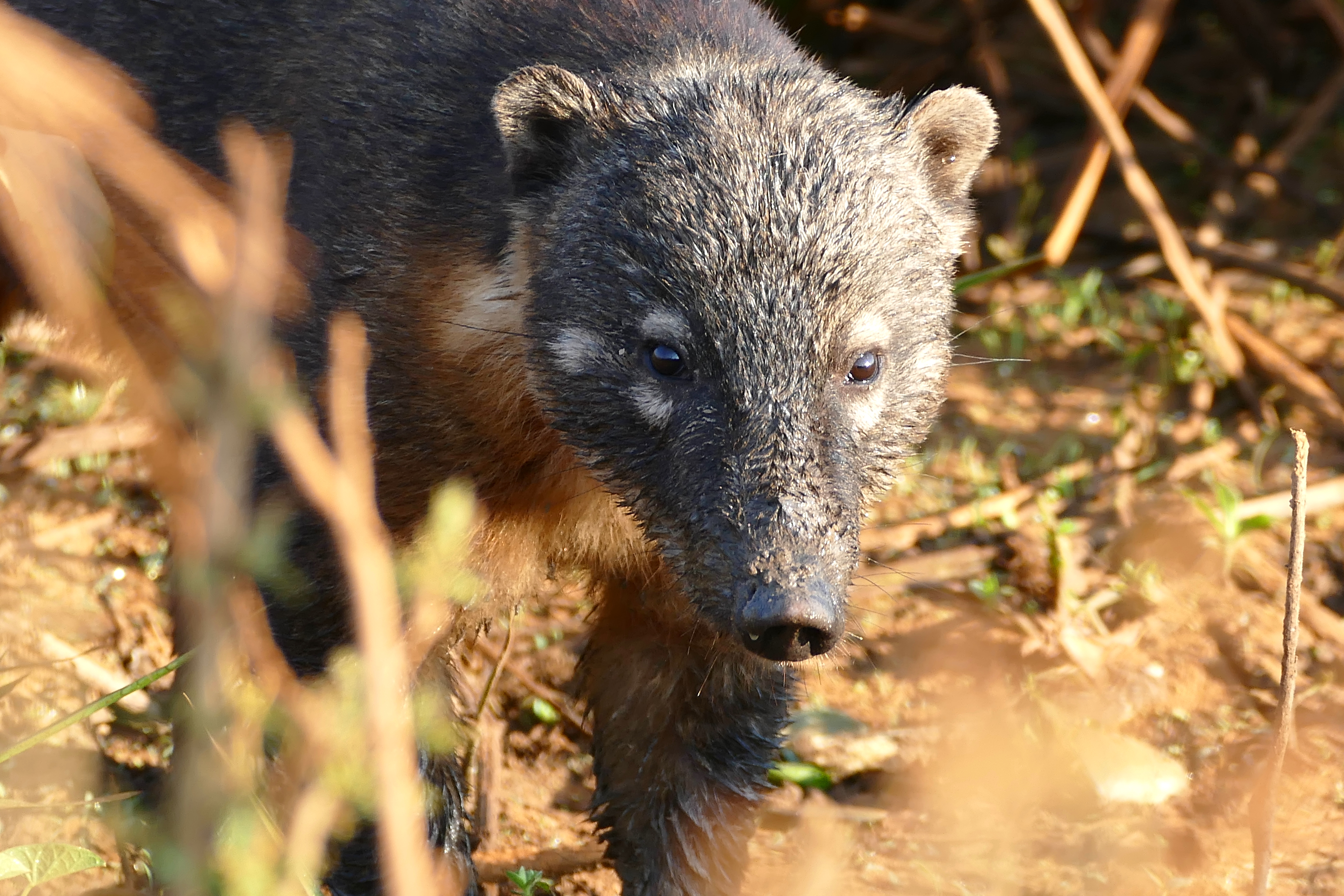
Mâle.
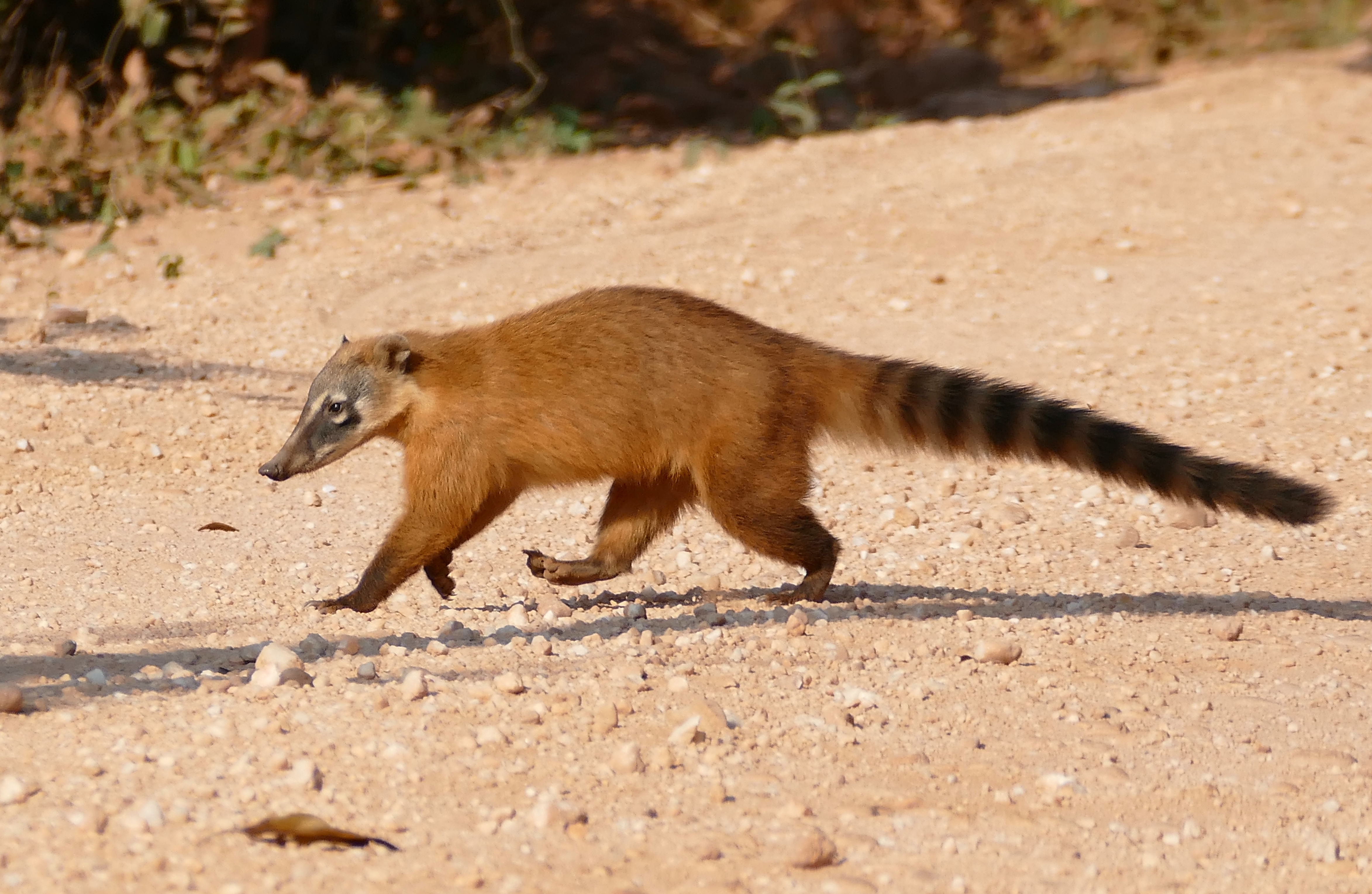
Femelle.
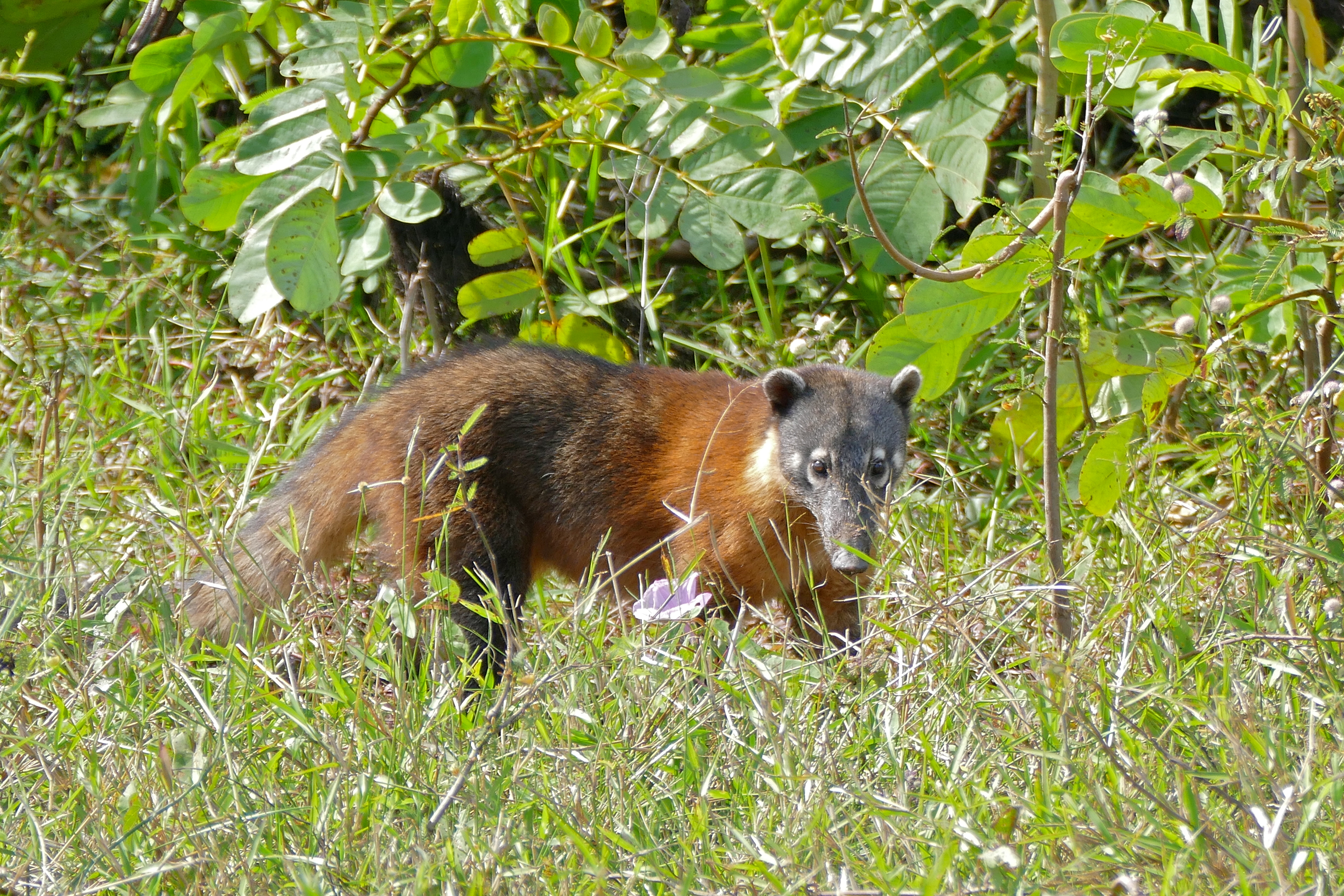
Nasua nasua (Mato Grosso, Brésil).

### Anatomie

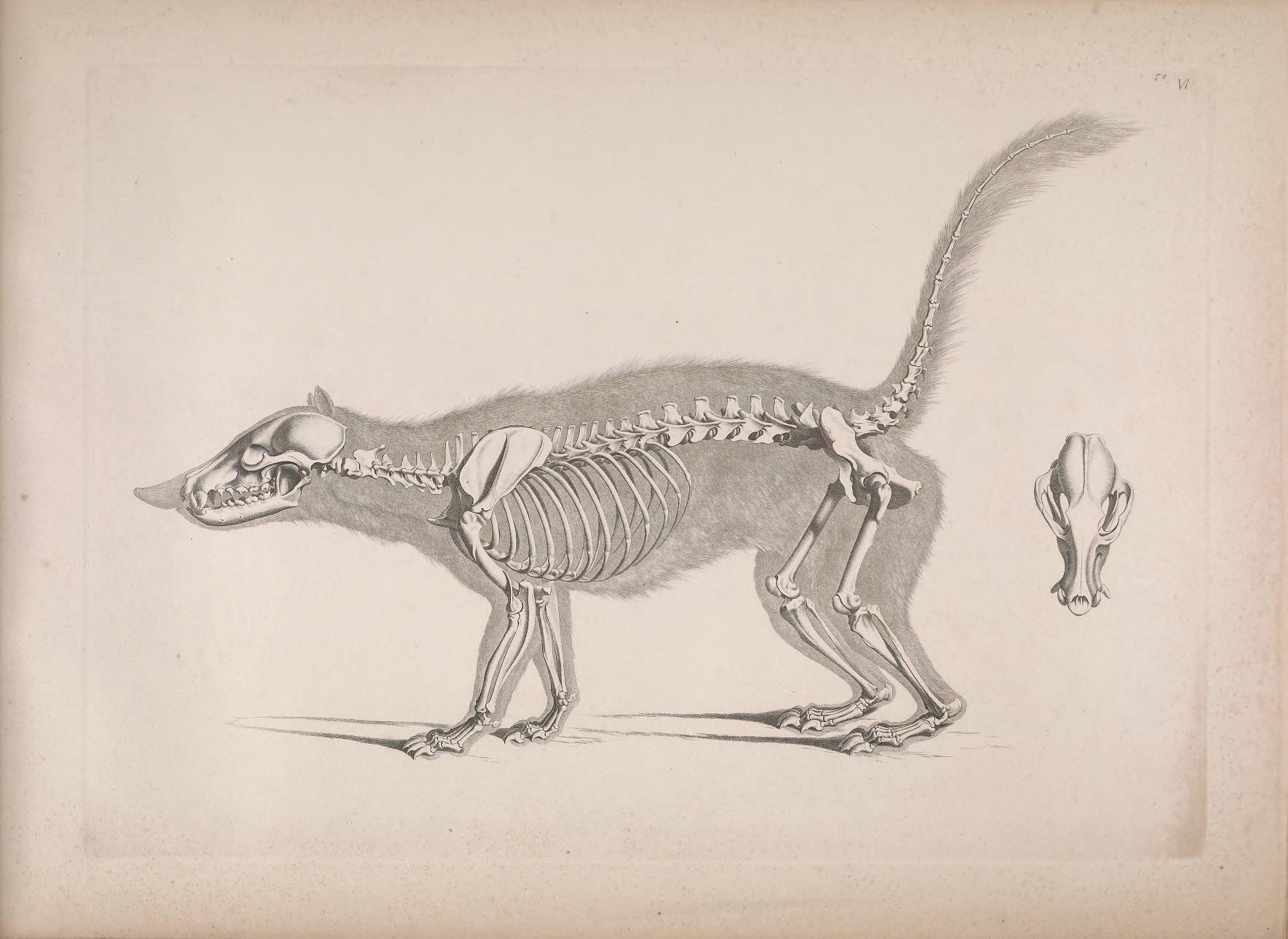
Squelette de Coati roux.
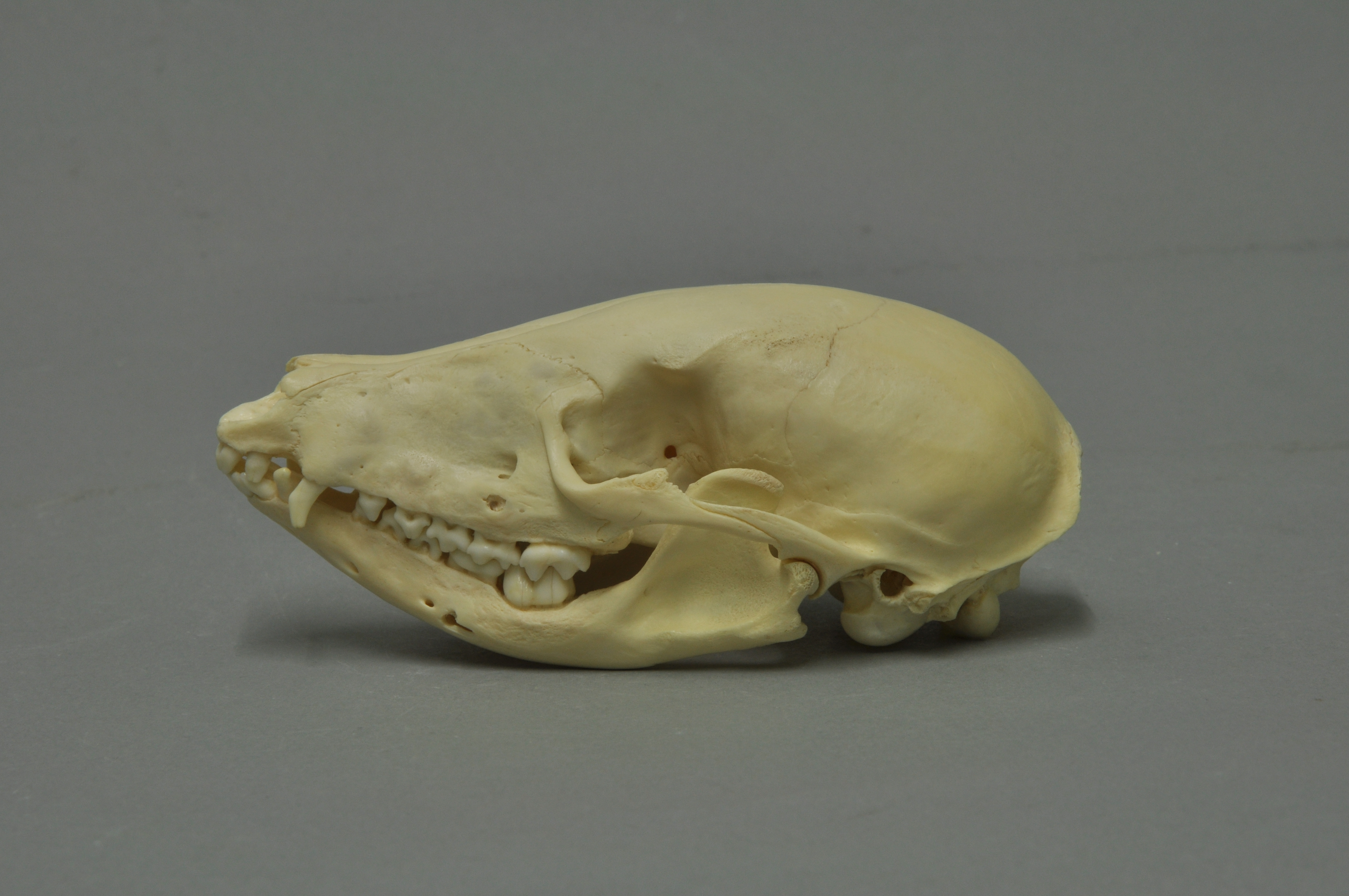
Crâne.
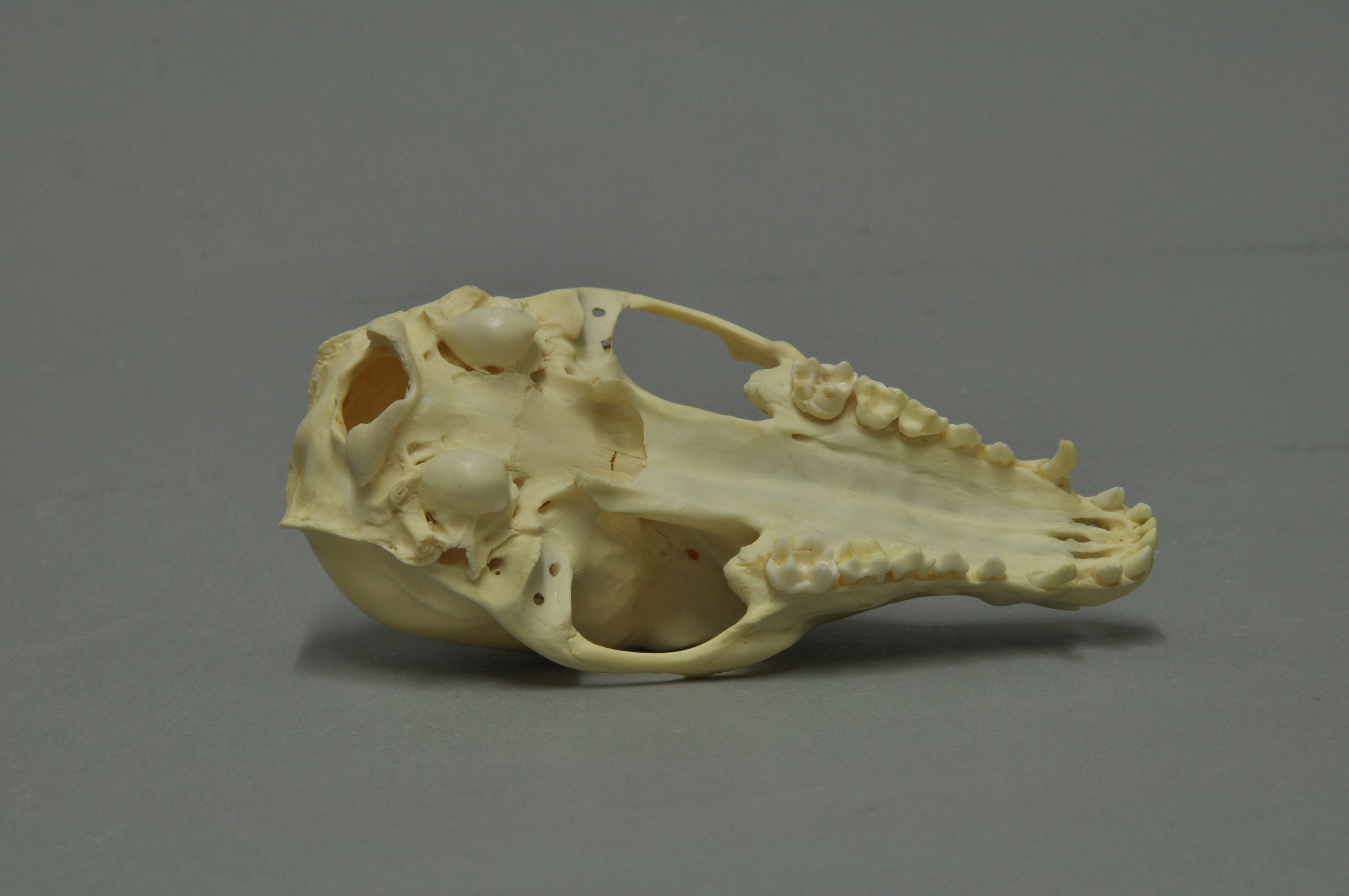
Mâchoire supérieure.
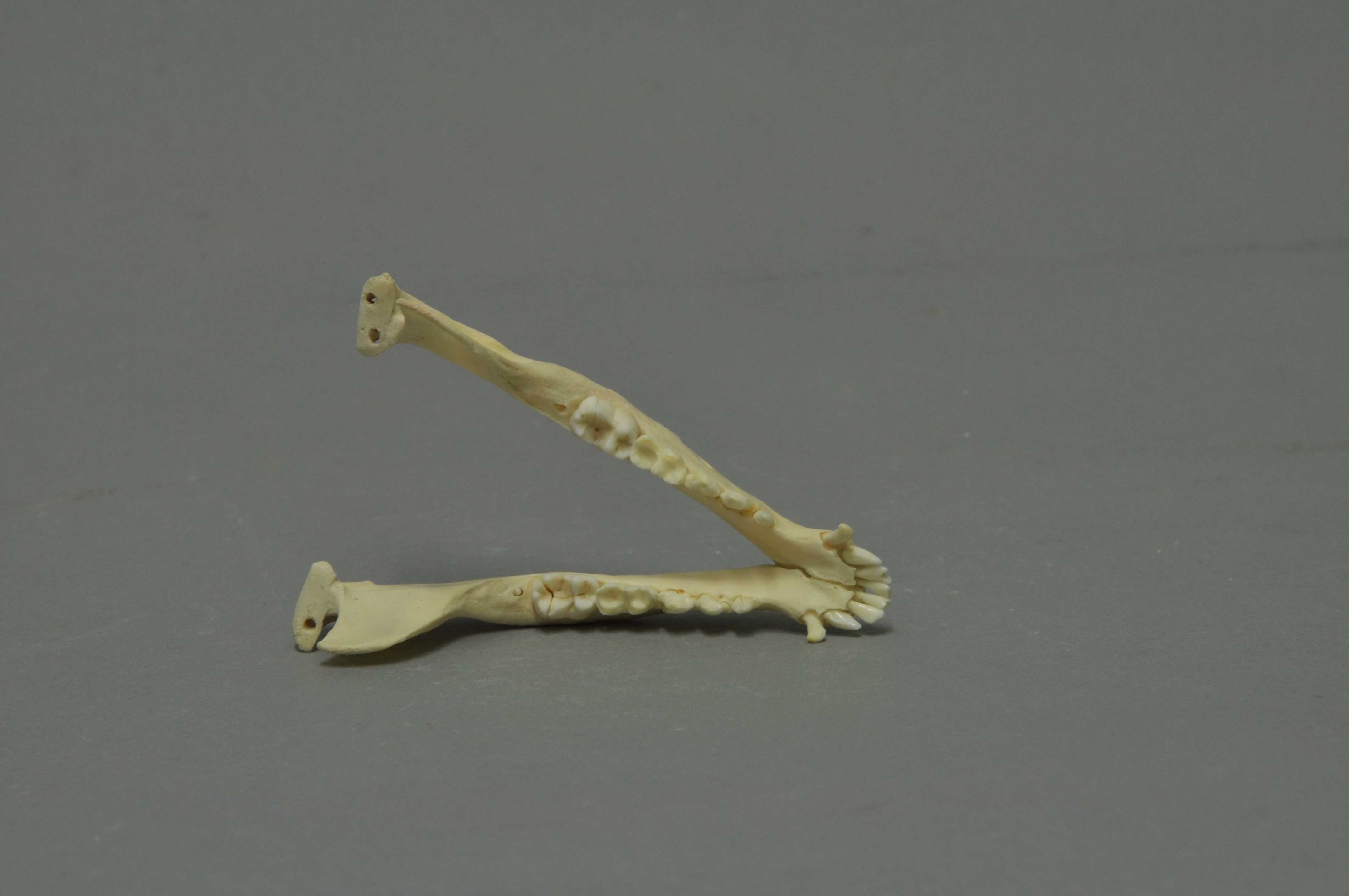
Mâchoire inférieure.

## Écologie et comportement

### Locomotion

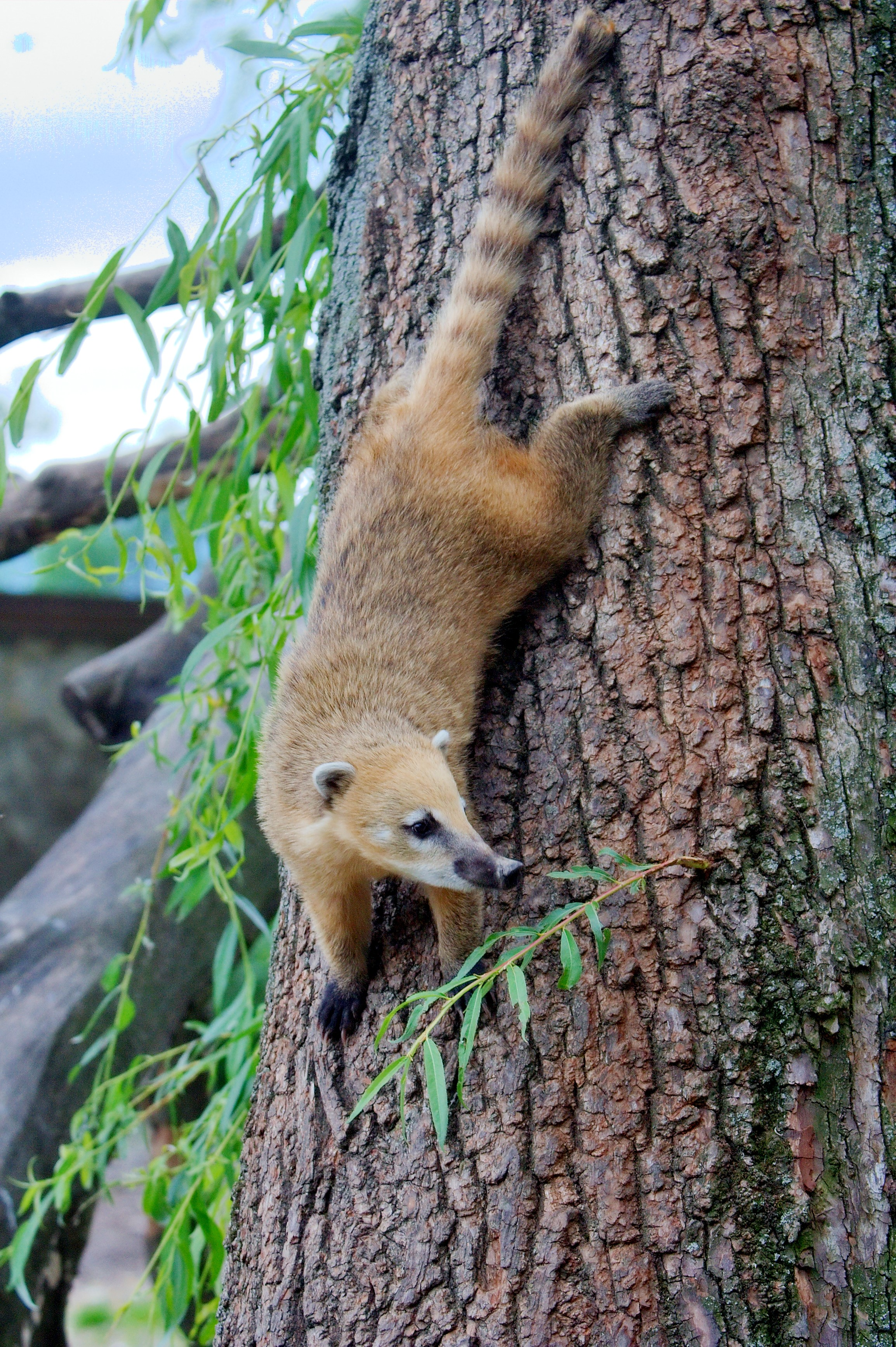
Descente d'un arbre, tête la première.

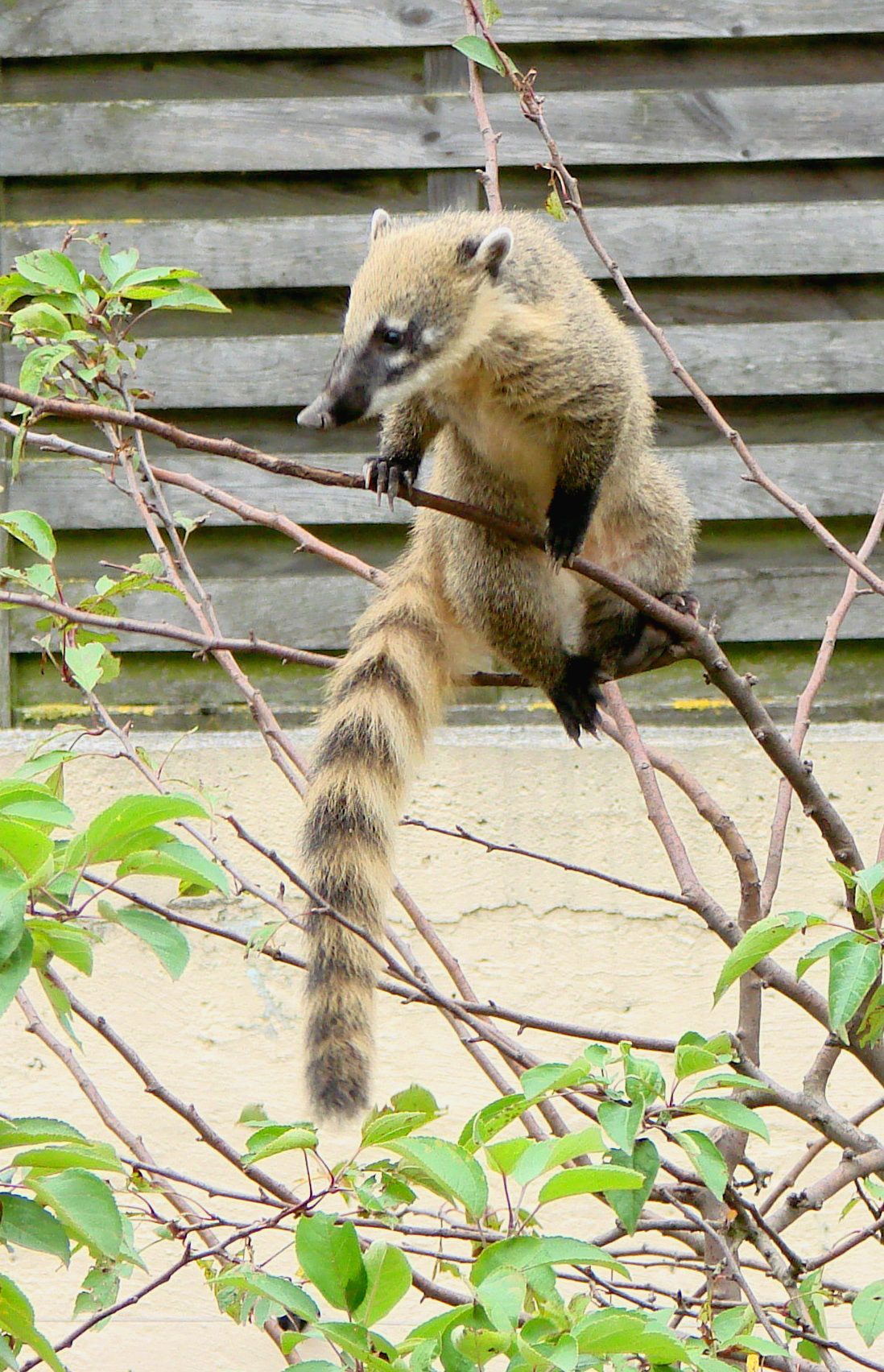
Coati en équilibre dans les branchages (en captivité).

Les coatis sont de bons grimpeurs, ils se déplacent aisément dans les arbres. Ils sont capables d'inverser la position de leurs pieds par rotation de leurs chevilles, ce qui facilite la descente de l'arbre avec la tête en bas (voir photo ci-contre). Ils se déplacent sur le sol en posant complètement le pied à la manière d'un plantigrade.

### Comportement social

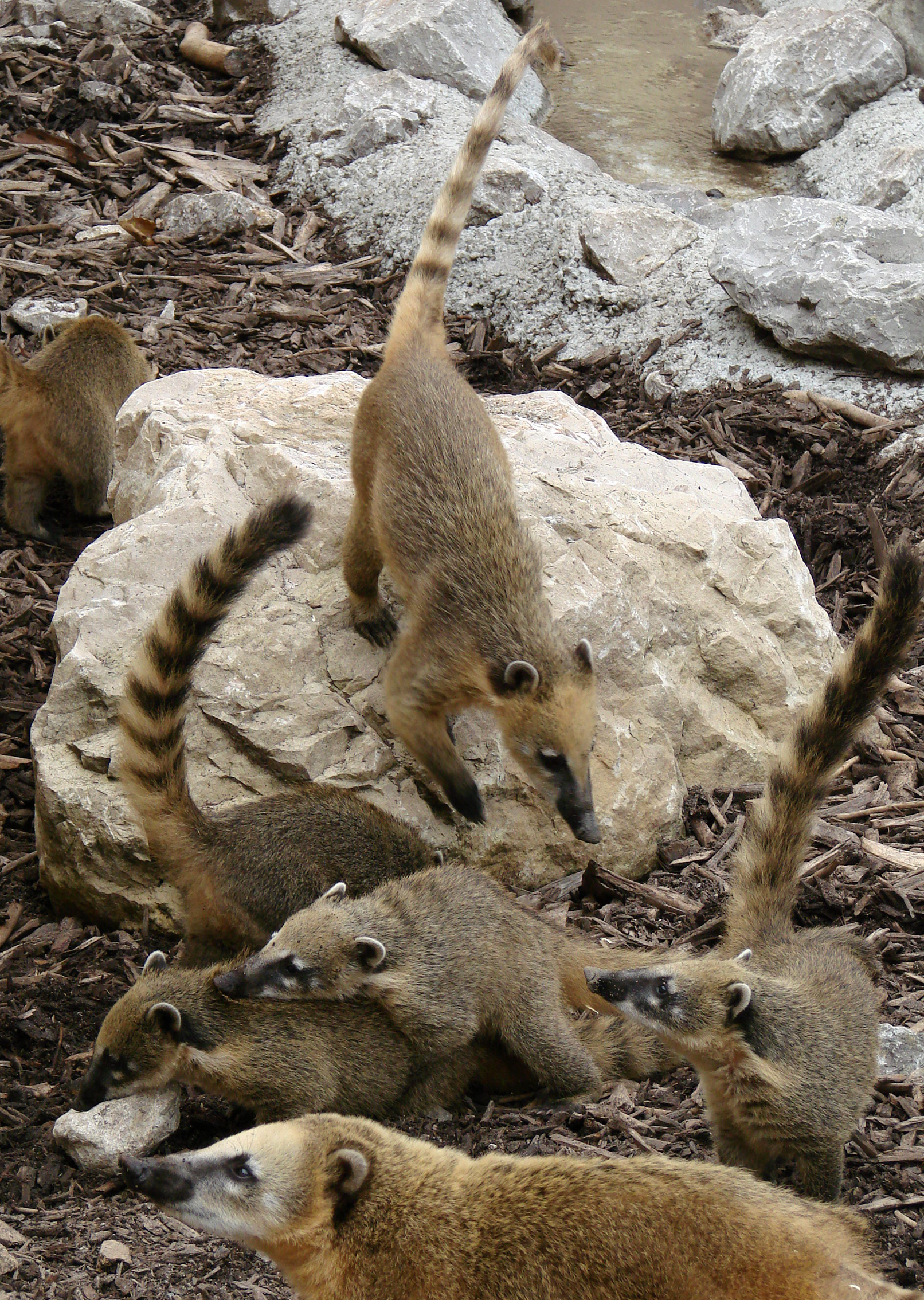
Bande de Coatis communs.

Ce coati vit en bandes de cinq à huit individus, parfois plus de dix, formées presque toujours uniquement de femelles et de jeunes mâles. Quand ils atteignent deux ans, les mâles sont exclus du clan, malgré la tendresse des femelles (concrétisée par l'épouillage).

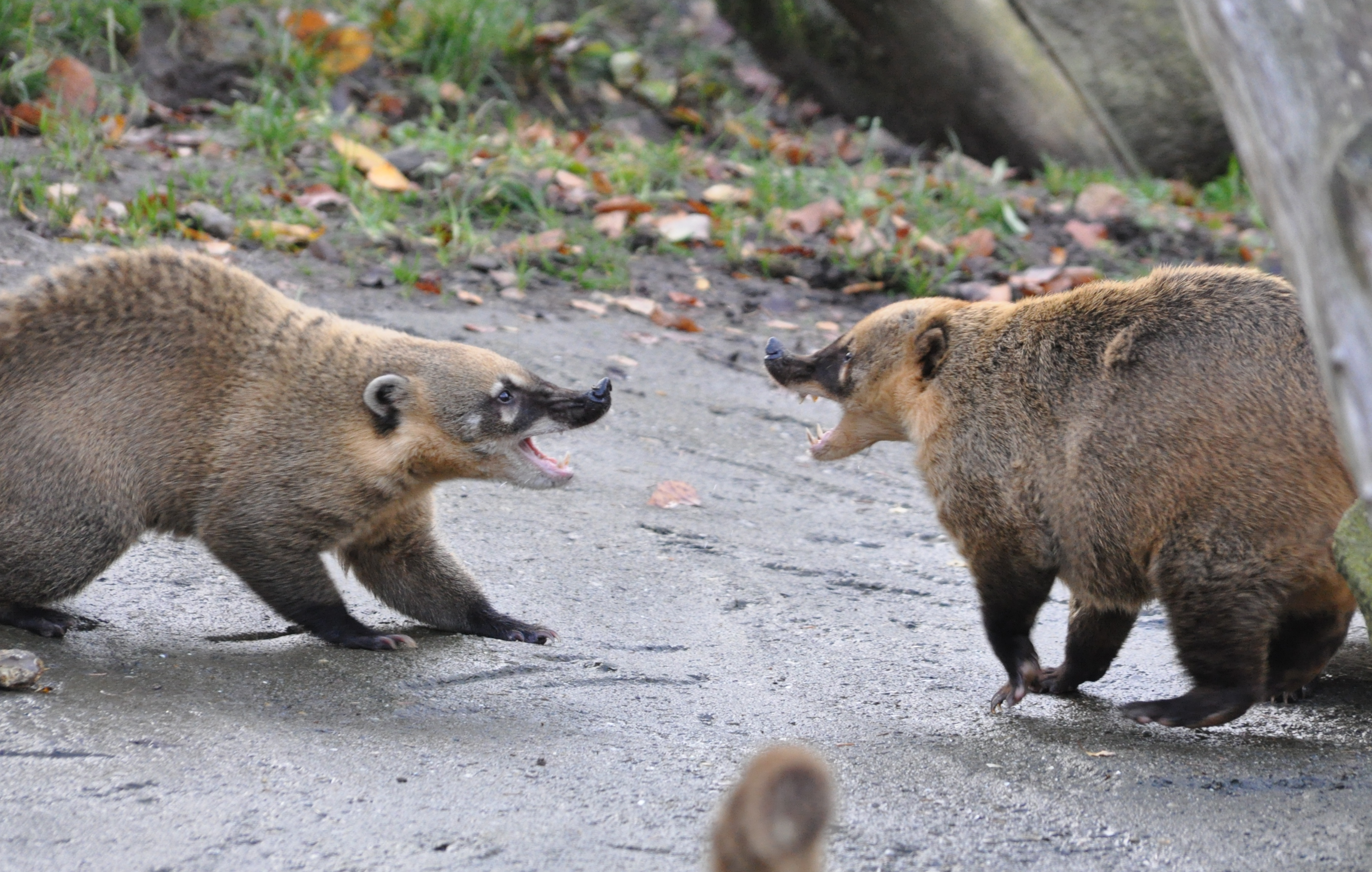
Le coati est batailleur.

### Reproduction

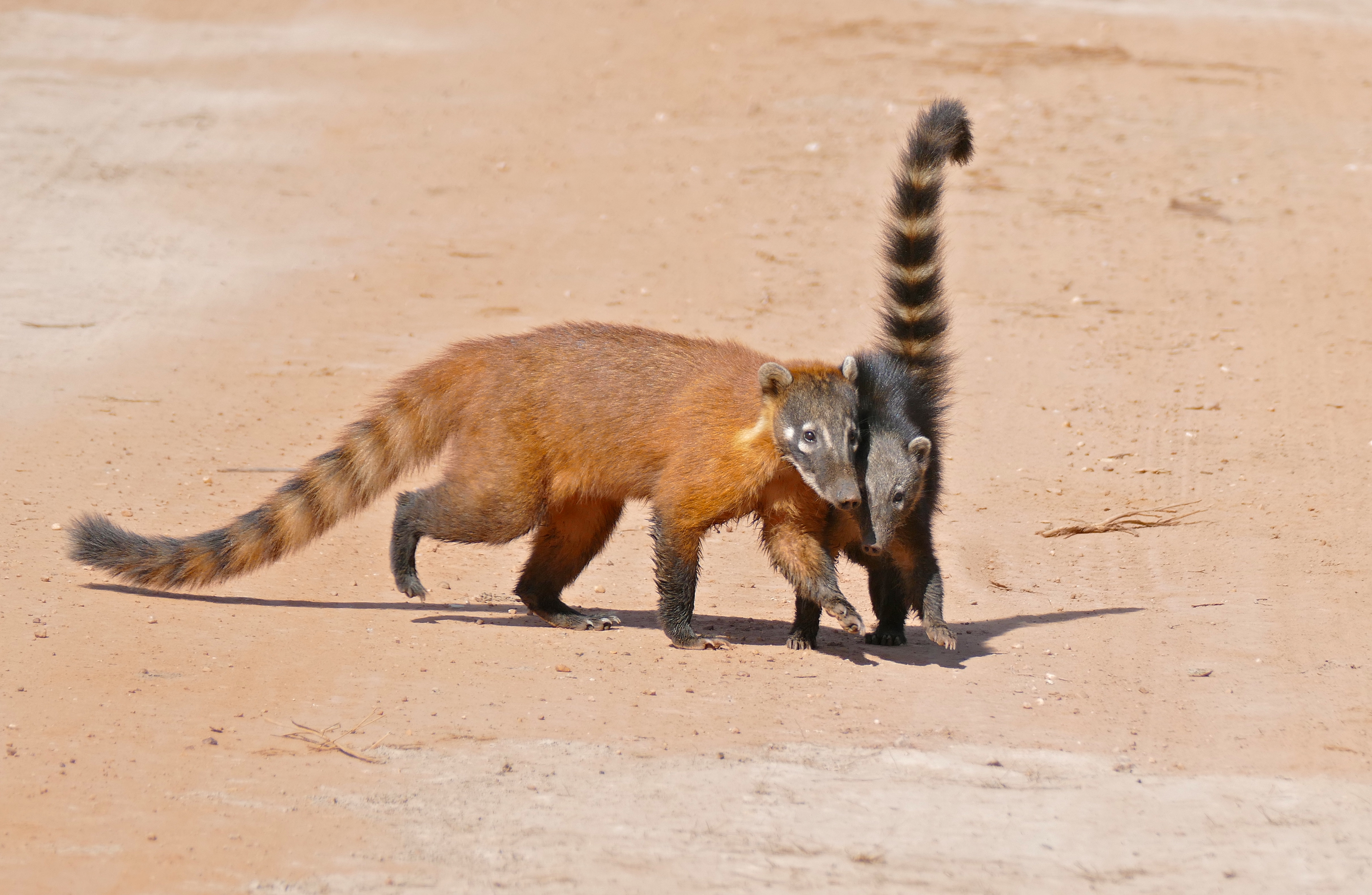
Femelle et son petit.

La période de gestation est d'environ 75 jours. La femelle construit un nid dans un arbre, 4 semaines avant de mettre bas une portée de 2 à 6 petits, dont le poids avoisine les 150 g. Ces derniers restent dans le nid jusqu'à 6 semaines, lorsqu'ils ont triplé leur poids de naissance. Les petits seront mûrs sexuellement à partir d'environ 2 ans. Le record actuel de longévité chez cette espèce est détenu par un individu ayant vécu en captivité et mort à plus de 23 ans.

### Alimentation
On aperçoit souvent le coati en fin de journée et au début de nuit. Il est, en fait, à la fois diurne et nocturne. Il est omnivore et se nourrit principalement d'insectes en grattant le sol avec ses longues griffes non rétractiles et son nez. Mais il adore aussi les fruits, les baies, le pain, les graines et parfois de petites souris.
Il ne faut en aucun cas lui donner à manger car il peut mordre ou griffer gravement. De plus cela dérègle son système alimentaire car ensuite il ne saura plus se nourrir seul et se rapprochera de plus en plus des villages et des villes. Il est très habile tant au sol que dans les arbres.

## Habitat et répartition

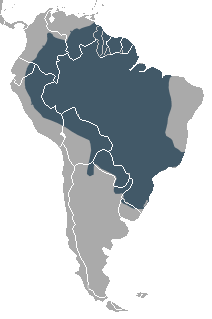
Distribution.

Cette espèce se rencontre en Amérique du Sud.

## Classification
Cette espèce a été décrite pour la première fois en 1766 par le naturaliste suédois Carl von Linné (1707-1778).
Le nombre de sous-espèces fait encore débat au sein de la communauté scientifique.

### Liste des sous-espèces
Selon Catalogue of Life (31 mars 2015) et Mammal Species of the World (version 3, 2005)  (31 mars 2015) :
- sous-espèce Nasua nasua aricana Vieira, 1945
- sous-espèce Nasua nasua boliviensis Cabrera, 1956
- sous-espèce Nasua nasua candace Thomas, 1912
- sous-espèce Nasua nasua cinerascens Lönnberg, 1921
- sous-espèce Nasua nasua dorsalis Gray, 1866
- sous-espèce Nasua nasua manium Thomas, 1912
- sous-espèce Nasua nasua molaris Merriam, 1902
- sous-espèce Nasua nasua montana Tschundi, 1844
- sous-espèce Nasua nasua nasua (Linnaeus, 1766)
- sous-espèce Nasua nasua quichua Thomas, 1901
- sous-espèce Nasua nasua solitaria Schinz, 1823
- sous-espèce Nasua nasua spadicea Olfers, 1818
- sous-espèce Nasua nasua vittata Tschudi, 1844

Selon NCBI (31 mars 2015) :
- sous-espèce Nasua nasua rufa

## Le coati roux et l'espèce humaine

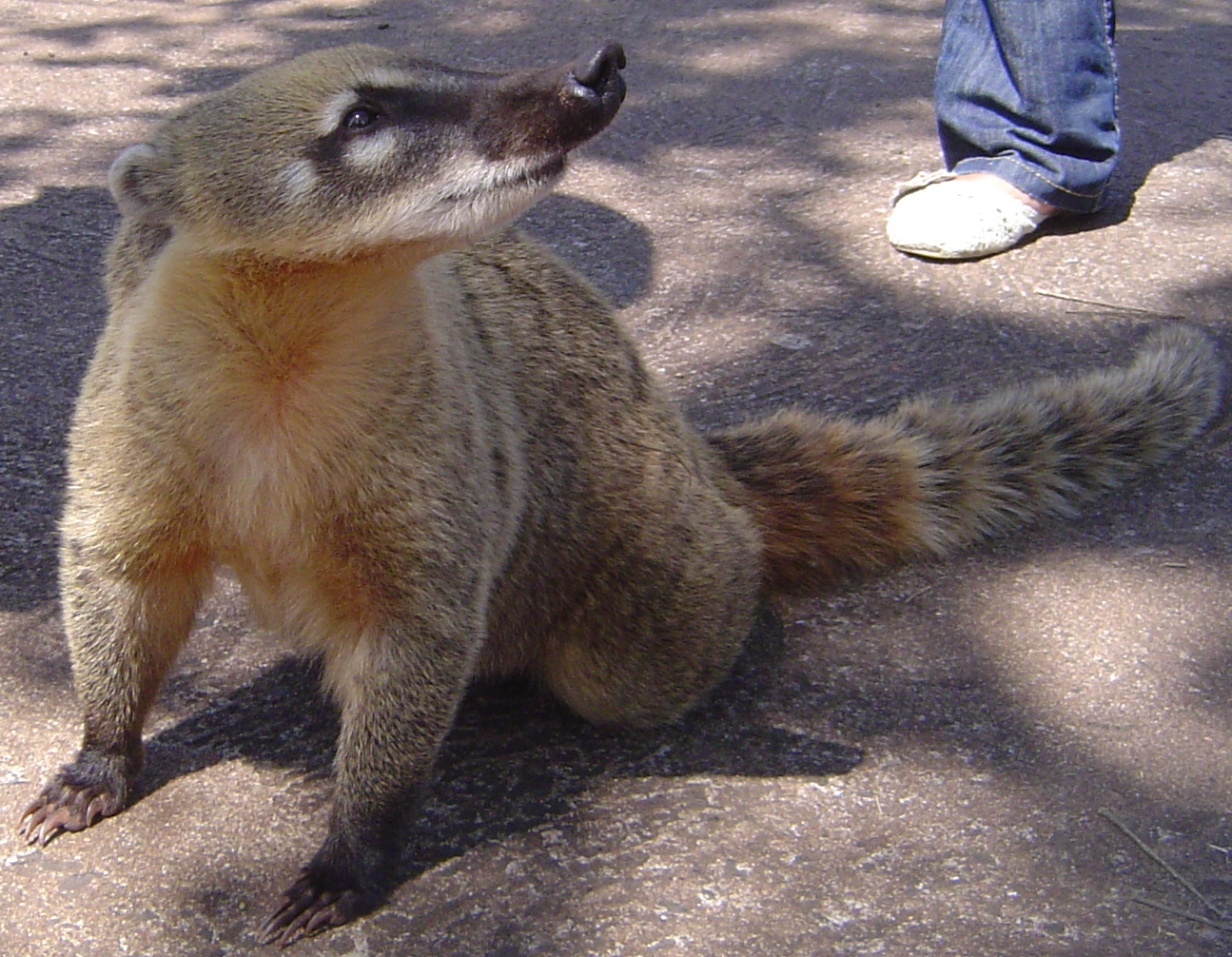
Coati commun (Parque Nacional Iguazú).

Ce sont des animaux sympathiques, curieux et dociles. Il ne faut en aucun cas approcher les mères et leurs petits (souvent cachés). Certaines personnes les capturent et en font des animaux de compagnie. Le Coati peut facilement devenir agressif.
Ils ont survécu jusqu'à présent parce qu'ils dominent les animaux de leur taille, comme les iguanes, les petits chiens errants, les chats et surtout les ratons laveurs, qui s'effacent à leur vue et leur laissent l'accès à l'eau. Ils sont souvent sur la défensive.

### Utilisation pour le Café Misha
Nasua nasua est utilisé dans la confection du café Misha, l'un des cafés les plus chers du monde (le plus cher si l'on en croit le site web de l'entreprise péruvienne qui le produit), par un processus impliquant la digestion des graines de café (à l'état naturel) par l'animal, puis sa défécation, le lavage du résidu (la digestion dissolvant seulement la peau extérieure de la graine) et finalement sa torréfaction à 220 °C. Un café similaire (et plus connu), le Kopi luwak, suit le même processus de digestion par un animal qui n'appartient pourtant pas à la même famille animale, Paradoxurus hermaphroditus (ou Luwak, ou encore Civette), plutôt situé autour de Java et Sumatra.

### Espèce invasive
Depuis 2016, le Coati roux est inscrit dans la liste des espèces exotiques envahissantes préoccupantes pour l’Union européenne. Cela signifie que cette espèce ne peut pas être importée, élevée, transportée, commercialisée, ou libérée intentionnellement dans la nature, et ce nulle part dans l’Union européenne.
Par ailleurs, les Etats membres ont l’obligation de surveiller et éradiquer les populations présentes dans la nature, ou si c’est irréalisable, de mettre en place des mesures de gestion efficaces pour limiter leur dispersion et réduire au minimum leurs effets néfastes.

### Dans la culture
Il est le symbole du Parc national de l'Iguaçu au Brésil.